# Tuwiński Obwód Autonomiczny
Tuwiński Obwód Autonomiczny, Tuwiński OA (ros. Тувинская автономная область, tuwiński Тыва автономнуг область) – obwód autonomiczny w Związku Radzieckim, istniejący w latach 1944−1961, wchodzący w skład Rosyjskiej Federacyjnej Socjalistycznej Republiki Radzieckiej.
Tuwiński OA został utworzony 11 października 1944 r. w wyniku przyłączenia do ZSRR i włączenia w skład Rosyjskiej FSRR istniejącej od 1921 r. Tuwińskiej Republiki Ludowej. Obwód istniał do 10 października 1961 r., kiedy to poszerzono zakres jego autonomii, zmieniono status i powołano do życia Tuwińską Autonomiczną Socjalistyczną Republikę Radziecką.
 Informacje n.t. położenia, gospodarki, historii, ludności itd. Tuwińskiego Obwodu Autonomicznego znajdują się w: artykule poświęconym Republice Tuwy, jak obecnie nazywa się ta rosyjska jednostka polityczno-administracyjna